# Беверидж, Кори
Корри́н «Ко́ри» Бе́веридж (англ. Corrine «Corie» Beveridge) — канадская кёрлингистка.
Играла в основном на позиции второго.

## Достижения
- Чемпионат мира по кёрлингу среди женщин: золото (1996).
- Чемпионат Канады по кёрлингу среди женщин: золото (1996).
- Чемпионат мира по кёрлингу среди юниоров: золото (1994).
- Чемпионат Канады по кёрлингу среди юниоров: золото (1993), бронза (1992).
- Команда всех звёзд (англ. All-Star Team) чемпионата Канады среди женщин: 1997 (2-я команда, позиция «второго»)[3].

## Команды
| Сезон   | Четвёртый        | Третий        | Второй          | Первый            | Запасной                         | Турниры             |
| ------- | ---------------- | ------------- | --------------- | ----------------- | -------------------------------- | ------------------- |
| 1990—91 | Deborah Green    | Ким Геллард   | Lisa Rowsell    | Коррин Беверидж   |                                  | ЧКЮ 1991 (6 место)  |
| 1991—92 | Heather Crockett | Ким Геллард   | Johnalee Fraser | Кори Беверидж     |                                  | ЧКЮ 1992            |
| 1992—93 | Ким Геллард      | Кори Беверидж | Лиза Сэвидж     | Sandy Graham      |                                  | ЧКЮ 1993            |
| 1993—94 | Ким Геллард      | Кори Беверидж | Лиза Сэвидж     | Sandy Graham      | Heather Crockett                 | ЧМЮ 1994            |
| 1995—96 | Мэрилин Бодо     | Ким Геллард   | Кори Беверидж   | Джейн Хупер-Перру | Лиза Сэвидж                      | ЧК 1996 · ЧМ 1996   |
| 1996—97 | Мэрилин Бодо     | Ким Геллард   | Кори Беверидж   | Джейн Хупер-Перру | Лиза Сэвидж тренер: Mary Gellard | ЧК 1997 (8 место)   |
| 1997—98 | Мэрилин Бодо     | Ким Геллард   | Кори Беверидж   | Джейн Хупер-Перру |                                  | КООК 1997 (6 место) |
| 2001—02 | Sherry Fraser    | Diane McLean  | Кори Беверидж   | Кристин Юргенсон  | Марла Маллет                     | КООК 2001 (9 место) |

(скипы выделены полужирным шрифтом)